# Heliococcus scutellariae
Heliococcus scutellariae är en insektsart som beskrevs av Nurmamatov 1975. Heliococcus scutellariae ingår i släktet Heliococcus och familjen ullsköldlöss. Inga underarter finns listade i Catalogue of Life.